# Vier Federn (1939)
Vier Federn (Originaltitel: The Four Feathers) ist ein britischer Abenteuerfilm, von Zoltan Korda 1939 nach dem gleichnamigen Roman von A. E. W. Mason inszeniert. Die Erstaufführung in Deutschland fand am 24. März 1951 statt.

## Handlung
Sudanesische Rebellen unter der Führung von Khalifa Abdullah töten den britischen General Charles George Gordon. Eine Militärexpedition, die den General unterstützen soll, kommt zu spät. Zehn Jahre später in England: Kurz vor dem Einschiffen seines Regiments in den Sudan kündigt der junge Offizier Faversham sein Kommando. Seine Freunde, Captain Durrance, Lieutenant Willoughby und Lieutenant Burroughs, sind von Favershams offensichtlicher Feigheit entsetzt. Sie schicken ihm jeder eine weiße Feder, ein Zeichen für Feigheit – die an einer Visitenkarte befestigt ist. Als seine Verlobte, Ethne Burroughs, nichts zu seiner Verteidigung sagt, verlangt er bitter eine vierte Feder von ihr. Sie weigert sich, aber er zupft eine von ihrem Fächer.
Beim Mahdi-Aufstand wird die Einheit von Durrance aufgerieben. Durrance bleibt schwer verwundet auf dem Schlachtfeld liegen, Burroughs und Willoughby gehen in Gefangenschaft. Durrance liegt im Delirium und ist sonnenblind, doch ein stummer Eingeborener schafft ihn in ein britisches Fort. Der Mann steckt etwas in einen Brief an Ethne Durrance, den der Captain bei sich trägt. Einige Soldaten sehen das und glauben an einen Raub. Sie verjagen den Mann aus dem Fort.
Die Armee entlässt den erblindeten Durrance, der nach England zurückkehrt. Ethne kümmert sich um ihn. Eines Tages erzählt er Ethne von seiner Rettung und zieht den Brief hervor. Eine weiße Feder fällt aus dem Brief – der Retter war Faversham. Niemand bringt es übers Herz, Durrance das zu sagen.
Burroughs und Willoughby sitzen in einem Kerker in Khartoum. Ihnen wird vom verkleideten Faversham eine Feile zugesteckt, doch er wird dabei erwischt und ebenfalls eingekerkert. Am Tag der Schlacht von Omdurman kann Faversham in den Wirren der Kämpfe einen Gefangenenausbruch organisieren. Die Gefangenen gelangen ins Arsenal und schlagen die sudanesischen Krieger zurück. Dadurch können die Briten die Schlacht gewinnen. Als Durrance Nachricht von der Schlacht und auch von Favershams Taten erhält, identifiziert er ihn als seinen Retter. Daraufhin erzählt er Ethne, dass er zur Heilung seines Augenlichts nach Deutschland gehen müsse. Gleichzeitig sendet er seine Glückwünsche an Faversham.
Als Held kehrt Faversham nach London zurück. Ethne fragt ihn, welches Heldenstück er vorhabe, damit sie ihre weiße Feder von ihm zurückerhalte. Faversham geht zu ihrem Vater General Burroughs, der einen Kriegsroman über die Schlacht von Balaklawa schreibt. Er befreit die Geschichte des Generals von allen Verschönerungen, worauf der General gesteht, dass er diese Geschichte nicht noch einmal erzählen könne.

## Hintergrund
- Der Film wurde an Originalschauplätzen im Sudan gedreht.
- Produzent Alexander Korda ist der Bruder des Regisseurs Zoltan Korda. Der dritte Bruder Vincent Korda (Oscar 1942 als Art-Director) arbeitete als Production Designer mit, im Vorspann erwähnt wurde aber nur seine Mitarbeit als Set-Designer.
- In Zusammenarbeit mit Terence Young drehte Zoltan Korda 1955 ein Remake dieses Filmes unter dem Titel Sturm über dem Nil (Storm Over the Nile) mit Anthony Steel und Laurence Harvey. Dabei wurden eine Reihe der Aufnahmen des Films von 1939 wieder verwendet.
- Ebenfalls im Abspann unerwähnt blieb Arthur Wimperis (Oscar 1943), der für das Drehbuch zusätzliche Dialoge verfasste.
- Namhafte Mitarbeiter waren: Komponist Miklos Rózsa (Oscars 1946, 1948 und 1960); Kameramann Georges Périnal (Oscar 1941); Spezial-Effekte-Fachmann Peter Ellenshaw (Oscar 1965); Kameratechniker Jack Cardiff (Oscar 1948, Golden Globes 1948, 1961), im Abspann ungenannt; Kameratechniker Robert Krasker (Oscar 1951), ebenfalls ungenannt; Kamera-Assistent Geoffrey Unsworth (Oscars 1973, 1981), auch er ungenannt bei seiner ersten Mitarbeit an einem Kinofilm; der Leiter der Schnitt-Abteilung William Hornbeck (Oscar 1952).
- Die militärischen und technischen Berater des Films waren Captain Donald Anderson und Lieutenant Colonel Stirling.

## Geschichtlicher Hintergrund
- Charles George Gordon (1833–1885) war ein britischer Generalmajor, der auch als China Gordon, Gordon Pascha und Gordon von Khartum bekannt war. Er nahm 1859/60 am 2. Opiumkrieg in China teil. 1873 wurde er Gouverneur von Äquatoria in Sudan, 1877 des Türkisch-Ägyptischen Sudan 1881 kam es zum Mahdi-Aufstand, bei dem die Sudanesen die Briten und Ägypter aus ihrem Land vertreiben wollten. Am 26. Januar 1885 stürmten die Rebellen Khartum und töteten Gordon. Wie im Film beschrieben traf die Militärexpedition zur Unterstützung zu spät ein, nämlich um zwei Tage. Der Film Khartoum aus dem Jahre 1966 von Basil Dearden erzählt die Geschichte Gordons als Gouverneur im Sudan. Dargestellt wird er in diesem Film von Charlton Heston. Richardson stellt in diesem Film den britischen Premierminister dar.
- Der Mahdi-Aufstand war ein Kolonialkrieg im Sudan, der von 1881 bis 1899 stattfand. Als Mahdi, ein im Islam der von Allah letzte auserwählte Führer der Gläubigen, bezeichnete sich der politische Führer Muhammad Ahmad. Ahmads Ziel war die Abspaltung von Ägypten und das Ende der Kolonialisierung durch die Briten. Der Aufstand wurde nach Ahmads Tod 1885 zwar niedergeschlagen, doch verlor Ägypten die Verbindung zu Eritrea und Somaliland. Äthiopien und Eritrea wurden italienische Kolonien, Somaliland britische Kolonie, die Franzosen besetzten Dschibuti.
- Die Schlacht von Omdurman fand am 2. September 1898 während des Mahdi-Aufstandes im Sudan statt. Omdurman, heute eine Vorstadt der sudanesischen Hauptstadt Khartoum, war seit 1884 Hauptquartier des selbsternannten Mahdi. Danach war es die Hauptstadt des Khalifa Abdullah. Über 25.000 Soldaten des Empires (8.200 Briten, ca. 17.000 Sudanesen und Ägypter) trafen 11 km nördlich von Omdurman auf 52.000 sudanesische Rebellen. Die Schlacht, als Wendepunkt in der Militärgeschichte wegen der letzten frontalen Kavallerieattacke angesehen, gilt als Sieg des Empires und Ende des Aufstandes. Auf Seiten des Empires gab es 430 Verluste, davon 49 Tote. Die Rebellen hatten fast 20.000 Tote und Verwundete zu beklagen. Die Stadt Khartoum wurde bei den Kämpfen zerstört und später von den Briten wieder aufgebaut.

## Synchronisation
Die deutsche Synchronbearbeitung entstand 1950 bei der Mars Film Synchron GmbH Berlin. Das Dialogbuch verfasste Georg Rothkegel, der auch Synchronregie führte.
| Rolle              | Darsteller       | Synchronsprecher       |
| ------------------ | ---------------- | ---------------------- |
| Harry Faversham    | John Clements    | Ernst Wilhelm Borchert |
| Cpt. Durrance      | Ralph Richardson | Siegmar Schneider      |
| Karaga Pasha       | Amid Taftazani   | Erich Dunskus          |
| Peter              | Donald Gray      | Klaus Schwarzkopf      |
| Lt. Willoughby     | Jack Allen       | Kurt Weitkamp          |
| General Burroughs  | C. Aubrey Smith  | Ernst Dernburg         |
| Edna Burroughs     | June Duprez      | Bettina Schön          |
| General Faversham  | Allan Jeayes     | Alfred Haase           |
| Faversham als Kind | Clive Baxter     | Michael Guenther       |
| Dr. Sutton         | Frederick Culley | Ernst Stahl            |
| Sgt. Brown         | Norman Pierce    | Walter Altenkirch      |

## Kritiken
„Aufwendig inszenierter Abenteuerfilm mit publikumswirksamen Massenszenen im Schlachtgetümmel. Die distanzlose Verherrlichung von soldatischem Ethos erscheint heute ziemlich naiv.“

„Der aufwendig inszenierte Film verneigt sich vor einem soldatischen Ethos, das heutzutage ziemlich naiv erscheint.“

## Auszeichnungen
Oscar-Nominierung 1940 in der Kategorie:
- Beste Farbkamera – Georges Périnal und Osmond Borradaile

## Weitere Verfilmungen des Romans von A. E. W. Mason
- 1915: Four Feathers – Regie: J. Searle Dawley
- 1929: Vier Federn (The Four Feathers) – Regie: Merian C. Cooper, Lothar Mendes und Ernest B. Schoedsack
- 1955: Sturm über dem Nil (Storm Over the Nile) – Regie: Zoltan Korda und Terence Young (mit Anthony Steel und Laurence Harvey)
- 1977: Four Feathers (Fernsehfilm) – Regie: Don Sharp (mit Beau Bridges und Jane Seymour)
- 2002: Die vier Federn – Regie: Shekhar Kapur (mit Heath Ledger und Kate Hudson)